# Maria Stuarda (Mercadante)
Maria Stuarda, regina di Scozia è un'opera di Saverio Mercadante su libretto di Gaetano Rossi. Fu rappresentata per la prima volta al Teatro Comunale di Bologna il 29 maggio 1821 ma ebbe «poca fortuna».
Gli interpreti della prima rappresentazione furono:
| Personaggio     | Interprete               |
| --------------- | ------------------------ |
| Maria Stuarda   | Elisabetta Feron         |
| Olfredo         | Carolina Bassi           |
| Ormondo         | Giuseppe Passanti        |
| Carlo           | Marietta Gioja Tamburini |
| Ferrondo        | Alberto Torri            |
| Roberto Ermanno | Giovanni Tiraboschi      |

## Struttura musicale[3]
- Sinfonia

### Atto I
- N. 1 - Introduzione e Cavatina di Ormondo Ormai trascorsa è l'ora - Dall'alto mio disegno (Coro, Carlo, Ferrondo, Ormondo)
- N. 2 - Coro Che bel piacer gradito (Coro, Carlo, Stuarda, Olfredo)
- N. 3 - Aria di Carlo Se si leggesse in volto
- N. 4 - Quintetto Chi mai temer potria (Stuarda, Olfredo, Ormondo, Ferrondo, Carlo, Coro)
- N. 5 - Aria di Ferrondo Sorge talor nel Cielo
- N. 6 - Aria di Stuarda Come a tal segno fingere (Stuarda, Coro)
- N. 7 - Finale I Ma, se innocente sei (Stuarda, Olfredo, Ormondo, Ferrondo, Carlo, Coro)

### Atto II
- N. 8 - Coro e Duetto fra Stuarda e Carlo Cadrà l'orgoglio altero - Non chieggo pietà (Ferrondo, Coro, Stuarda, Carlo)
- N. 9 - Aria di Olfredo Ah! l'idol mio dov'è? (Olfredo, Coro)
- N. 10 - Aria di Ormondo Splende per me sereno (Ormondo, Coro)
- N. 11 - Duetto fra Stuarda ed Olfredo Prendi la destra in pegno
- N. 12 - Finale II Perfido! hai detto assai (Stuarda, Carlo, Ormondo, Olfredo, Ferrondo, Coro, Ermanno)